# Anne-Claude-Philippe de Tubières, conte di Caylus
Anne-Claude-Philippe de Tubières, meglio conosciuto come Conte di Caylus (Parigi, 31 ottobre 1692 – 5 settembre 1765), è stato un archeologo, pittore e antiquario francese.

## Biografia
Nacque in una ricca e nobile famiglia, suo padre,  Aimé-Jean-Anne, detto Anne III de Tubières de Grimoard de Pestels de Caylus (1666-1704), mentre sua madre era la scrittrice Marthe-Marguerite Caylus. Alla morte del padre venne cresciuto ed educato da suo zio, il vescovo d'Auxerre Charles-Daniel-Gabriel de Pestel de Lévi de Thubieres de Caylus. Fu anch'egli un alto ufficiale e servì sotto l'esercito durante la Guerra di successione spagnola; alla fine del conflitto abbandonò una promettente carriera militare per consacrarsi allo studio delle lettere e delle arti, in particolare alla ricerca di oggetti antichi. Iniziò ad intraprendere diversi viaggi in giro per il mondo e, tra le molte località, compì studi in Inghilterra, Germania ed anche in Italia, dove giunse nel 1714, di quest'ultimo viaggio scrisse delle memorie in Voyage d'Italie scritto tra il 1714 ed il 1715.
Molto discussa furono la sua vita privata e il gusto artistico erotico che lo contraddistingueva, e fu scopritore di amuleti fallici e pitture postribolari del mondo classico che diedero un nuovo aspetto al mondo dell'arte classica. 
Per le sue attività da mecenate, gli venne riconosciuta nel 1731 la nomina a membro onorario dell'Académie royale de peinture et de sculpture, e successivamente, nel 1742, anche nell'Académie des inscriptions et belles-lettres.
La sua passione artistica e il suo desiderio di esprimersi si concretizzarono grazie al rapporto con il pittore Antoine Watteau, sotto la cui guida il conte apprese le tecniche pittoriche e realizzò due opere: Mosè con tavole della legge e Pietro e altro Santo.

## Opere
- Voyage d'Italie 1714-1715 (Paris, Fischbacher, 1914);
- Recueil d'antiquités égyptiennes, étrusques, grecques, romaines et gauleoises stampato a Parigi tra il 1752 e il 1767;
- Recueil d'Antiquités, edito nel 1759;
- San Pietro e altro Santo, 1720 – 1765.
- Nuovi Incantesimi fiabe, 1741.